# مسجد فرحات باشا (سراييفو)
مسجد فرحات باشا (بالبوسنوية: Ferhat-pašina džamija)‏ (بالتركية: Ferhad Paşa Camii)‏ هو مسجد مركزي في العاصمة البوسنية سراييفو بناه الأمير البوسني سنجق-بك فرحات باشا. يتكون المسجد من قبة كبيرة وثلاث قباب صغيرة بجنبها وهو واحد من أعظم إنجازات الدولة العثمانية في فن العمارة الإسلامية في القرن السادس عشر في البوسنة والهرسك.
يعكس المسجد النضج الكامل للطراز العثماني الكلاسيكي في القبة والرواق والقباب الصغيرة التي بنيت على المئذنة.
أعمال البحث في الزخرفة داخل المسجد التي نفذت في 1964/1965 كشفت عن خمسة طبقات رسومية تعود لفترات مختلفة.
الطبقات التالية تتكون من زخارف نباتية بحتة مع ملامح القرن 18. بينما تعود الطبقات الثالثة والرابعة إلى من أواخر القرن 19 (1878) والربع الأول من القرن ال20.
تضرر المسجد خلال الحرب البوسنية في الفترة 1992-1995.

## وصلات خارجية
- مسجد فرحات باشا - سراييفو